# Bendestorf
Die Gemeinde Bendestorf liegt in Niedersachsen (Deutschland), etwa 30 km südlich von Hamburg. Sie gehört zum Landkreis Harburg und ist Teil der Samtgemeinde Jesteburg.

## Geographie
Der Ort liegt wenige Kilometer südlich der Süderelbe. Bendestorf verfügt über eigene Quellen, die früher das Freibad speisten.

## Geschichte
Der Luftkurort Bendestorf kann auf eine über 1000-jährige Geschichte zurückblicken. Erstmals urkundlich erwähnt ist er im Jahr 970. Bendestorf liegt in einem kleinen Tal, das sich zur Seeve hinunter erstreckt, und hat rund 2.000 Einwohner. Bekannt geworden ist das Dorf nach dem Zweiten Weltkrieg durch die Filmstudios Bendestorf. Hier wurden einige Filme und Fernsehserien, wie Die Sünderin mit Hildegard Knef und Landarzt Dr. Brock  mit Rudolf Prack gedreht.

## Ortsname
Frühere Ortsnamen von Bendestorf waren im 8./9. Jahrhundert Bennestorf und in den Jahren 1004 Bennedesthorp, 1017 Bennedesthorp, 1025 Bennedestorp, 1157 Bennedesthorp sowie vom 10. bis 12. Jahrhundert Benestorf.
Der Name Bennedesthorp/Bendestorf ist ein komplexer Ortsname, der aus den Elementen Bennedes- und -thorp besteht. Das Grundwort thorp beruht auf altsächsisch thorp, mittelniederdeutsch dorp in der Bedeutung von „Dorf, Gehöft“.
Als ursprüngliches Erstelement des Namens Bennid kommen in erster Linie Rufnamen auf Bern-, wie Bernhard, Beringer, Berinher, Beringard, Berinfried (und andere) in Frage. Das Erstglied beruht hierbei auf althochdeutsch bero, altsächsisch bera „Bär“ und die Kurzform Bennid wie auch der häufige Name Benno entstanden durch Assimilation des -r- an das darauf folgende -n-. Assimilation ist ein natürlicher Prozess innerhalb jeder Sprache.

## Politik

### Gemeinderat
Der Rat der Gemeinde Bendestorf setzt sich aus 13 Ratsfrauen und Ratsherren zusammen. Die BWG (Bendestorfer Wählergemeinschaft) und BUG (Bürgerunion Jesteburg) sind lokale Wählergruppen, die bei den Gemeinderatswahlen angetreten sind.
| Wahljahr | BWG | CDU | BUG | GRÜNE | SPD | FDP | Gesamt   |
| 2021     | 5   | 3   | 2   | 1     | 1   | 1   | 13 Sitze |
| 2016     | 7   | 2   | 2   | 1     | 1   | -   | 13 Sitze |

Stand: Kommunalwahl am 12. September 2021

### Wappen
Blasonierung: In Blau und Silber schräglinks geteilt. Oben eine goldene Sonne, unten ein schwarzes Mühlrad über blauem Wellenband.

## Kultur und Sehenswürdigkeiten
- Makens Huus – Das zentrale gelegene Gebäude der Gemeindeverwaltung beherbergt auch einen Veranstaltungsraum. Seit 1990 finden hier jährlich im August die Bendestorfer Klaviertage statt.[5][6]

- Thiemann-Scheune – Ein historisches Fachwerkgebäude im Ortskern, das heute als Veranstaltungsort für Vereine genutzt wird.[5]
- Filmmuseum Bendestorf – Das Museum widmet sich der Geschichte der Filmstudios, die das Dorf nach dem Zweiten Weltkrieg deutschlandweit bekannt machten.
- Wassermühle Bendestorf – Eine historische Wassermühle aus dem 19. Jahrhundert. Sie erinnert an die traditionelle Mühlengeschichte der Region.[7]
- Hünenbett im Klecker Wald – Eine steinzeitliche Grabanlage, die die frühe Besiedlung des Gebiets belegt.
- Evangelische Kirche Bendestorf – Erbaut 1964, verfügt sie über eine Becker-Orgel.
- Feuerwehr Bendestorf
- Bendestorfer Binnendüne – Ein Naturphänomen am Rand des „Seeve-Urstromtals“, entstanden durch Schmelzwässer der Eiszeiten.[8][9]

## Vereine
- Freundeskreis Filmmuseum Bendestorf e. V.
- Bendestorfer Reitverein Kleckerwald e. V.
- Bürger- und Verkehrsverein Bendestorf
- Fahrsport-Gruppe Elbe-Geest e. V.
- Förderverein „Kirche in Bendestorf“ e. V.
- Förderverein Bendestorfer Freibad
- Förderverein Freiwillige Feuerwehr Bendestorf
- JSG Jesteburg Bendestorf
- Jugend aktiv e. V.
- Kids Club e. V. Bendestorf
- Lütte Lüüd Förderverein für Kinder e. V.
- Schulverein Bendestorf
- Sportverein Bendestorf
- Stamm Großer Jäger
- Tennis Club Bendestorf
- Trialteam Bendestorf
- VfL Jesteburg

## Persönlichkeiten
- Georg Sluyterman von Langeweyde (1903–1978), Künstler, starb in Bendestorf
- Ernst Saljé (* 1919), Ingenieur, ordentlicher Professor für Werkzeugmaschinen und Fertigungstechnik, lebte in Bendestorf
- Ivar Buterfas (* 1933), Ehrenbürger von Bendestorf
- Horst Fust (1939–2003), Journalist, starb in Bendestorf

## Dokumentation
- Als Hollywood in der Heide lag – Die Filmstudios von Bendestorf; szenische TV-Dokumentation (D 2016, ca. 45 min); Buch/Regie: Susanne Brahms, Matthias Greving, Erstausstrahlung: 8. Juni 2016 (NDR)[10]